# Бірліцький сільський округ (Курмангазинський район)
Бірлі́цький сільський округ (каз. Бірлік ауылдық округі, рос. Бирликский сельский округ) — адміністративна одиниця у складі Курмангазинського району Атирауської області Казахстану. Адміністративний центр — село Бірлік.
Населення — 2099 осіб (2021; 2124 у 2009, 2006 у 1999, 1886 у 1989).
Станом на 1989 рік існувала Бірліцька сільська рада (села Богате, Утери).

## Склад
До складу округу входять такі населені пункти:
| Населений пункт  | Колишні назви | Населення, осіб (1989) | Населення, осіб (1999) | Населення, осіб (2009) | Населення, осіб (2021) |
| ---------------- | ------------- | ---------------------- | ---------------------- | ---------------------- | ---------------------- |
| Амангельди, село | Багате        | 393                    | 366                    | 427                    | 400                    |
| Бірлік, село     | Утери         | 1493                   | 1640                   | 1697                   | 1699                   |